# Affreux et Méchants
Ne doit pas être confondu avec Affreux, sales et méchants.
Pour plus de détails, voir Fiche technique et Distribution.
Affreux et Méchants (Brutti e cattivi) est une comédie réalisée par Cosimo Gomez et sortie en 2017.

## Synopsis
Dans la banlieue de Rome, un mendiant privé de jambes, appelé Il Papero, décide de mettre en œuvre un hold-up aux dépens d'un parrain d'un clan de la mafia chinoise. Ses complices sont la femme sans bras, surnommée Ballerina, et deux amis aux caractéristiques physiques bizarres. Ils arrivent à mener à bien l'attaque et à s'échapper sans être dérangés. Mais les choses se compliquent rapidement et conduisent à des retournements surprenants.

## Fiche technique
- Titre original : Brutti e cattivi
- Réalisation : Cosimo Gomez
- Scénario : Cosimo Gomez et Luca Infascelli
- Décors : Maurizio Sabatini et Stefano Paltrinieri
- Costumes : Anna Lombardi
- Photographie : Vittorio Omodei Zorini
- Montage : Mauro Bonanni
- Musique : The Sweet Life Society et Paolo Vivaldi
- Producteur : Laura Barbareschi, Farès Ladjimi, Fabrizio Mosca et André Logie
  - Producteur délégué : Ivano Fachin
  - Producteur exécutif : Fanceso Tato, Claudio Gaeta et Giulio Cestari
  - Producteur associé : Philippe Logie
- Sociétés de production : Casanova Multimedia et Rai Cinema
- Société de distribution : Zelig Films Distribution
- Pays de production : France, Belgique et Italie
- Langue originale : italien
- Format : couleur
- Genre : comédie
- Durée : 85 minutes
- Dates de sortie :
  - Italie :
    - 7 septembre 2017 (Venise)
    - 19 octobre 2017 (en salles)

  - France : 3 juillet 2019

## Distribution
- Claudio Santamaria : Il Papero
- Marco D'Amore : Merda
- Sara Serraiocco : danseuse
- Simoncino Simone Martucci : Pissè
- Narcisse Mame : Don Charles
- Aline Belibi : Perla
- Adamo Dionisi : Walter Masini
- Giorgio Colangeli : commissaire Parisi